# Перехожа з Сан-Сусі
«Перехожа з Сан-Сусі» (фр. La passante du Sans-Souci) — французька драма 1982 року режисера Жака Руффіо за сценарієм Жака Кірснера. В основу сюжету фільму покладена однойменна новела Жозефа Кесселя.
На прохання акторки Ромі Шнайдер, яка зіграла у фільмі відразу дві ролі — дружини головного героя Ліни і його прийомної матері Ельзи, кінострічка має присвяту «Давиду і його батькові». Мова йде про сина акторки, який трагічно загинув в 1981 році і її колишнього чоловіка, актора Гаррі Майене, який покінчив життя самогубством у 1979 році. Фільм, з'явився завдяки безпосередній участі Ромі Шнайдер, став останнім для акторки, яка померла через декілька тижнів після його прем'єри. Юний актор Венделін Вернер, який зіграв Макса Баумштайна в дитинстві, згодом отримав визнання як математик.

## Сюжет
Макс Баумштайн, засновник і президент союзу міжнародної солідарності, приїжджає до Парижа на з'їзд і вбиває парагвайського посла. Після скоєння злочину Баумштайн здається поліції. Під час побачень, яких домоглася його дружина Ліна, Макс розповідає про причини, що спонукали його зробити цей крок.

## У ролях
- Ромі Шнайдер — Ельза Вінер/Ліна Баумштейн
- Мішель Пікколі — Макс Баумштейн
- Гельмут Грім — Міхель Вінер
- Матьє Каррьєр — Рупперт/Фредеріко
- Венделін Вернер — Макс в дитинстві
- Марія Шелл — Анна Хельвіг